# Mustad Eiendom

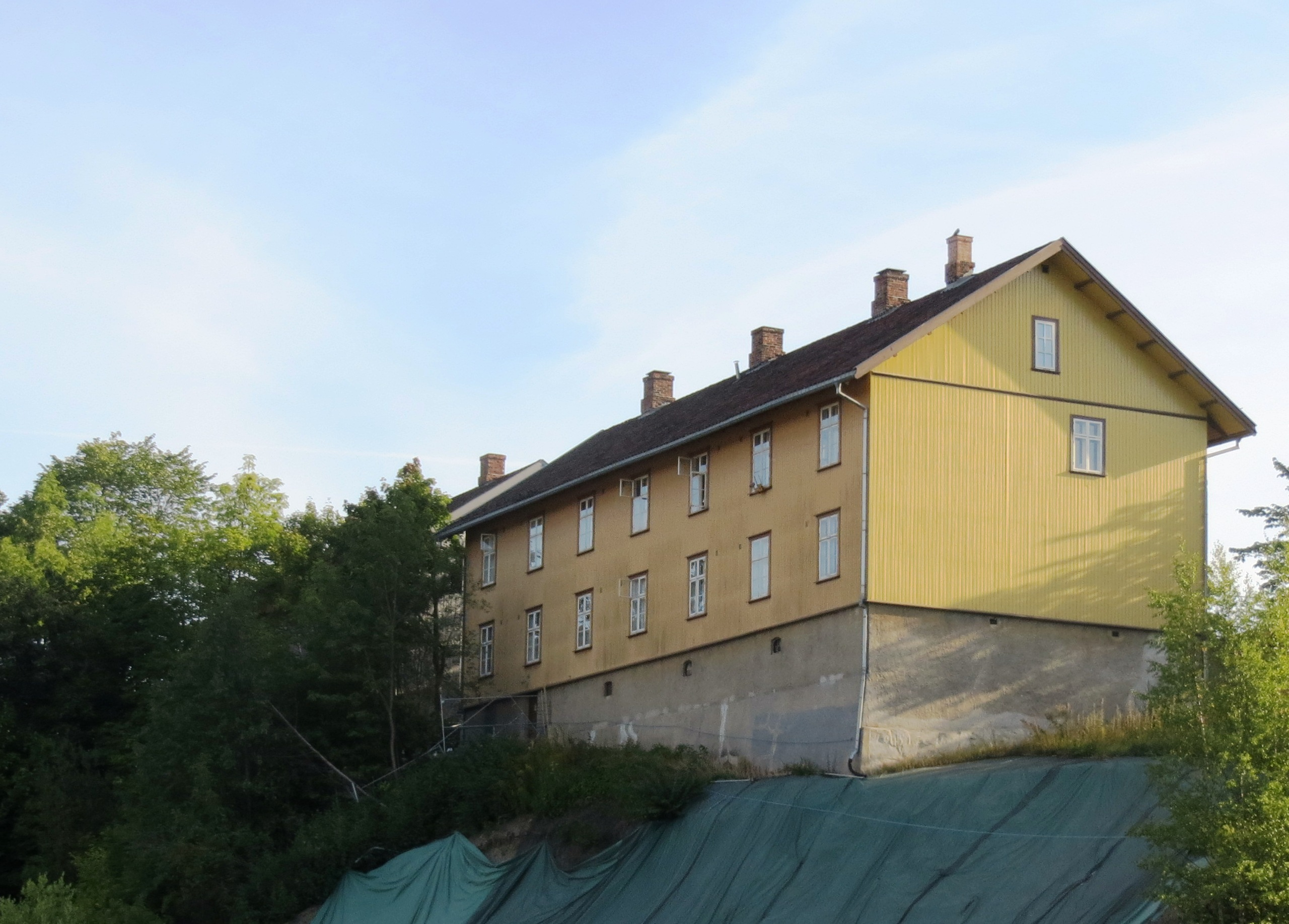
Renoverade arbetarbostäder i Lilleaker

Mustad Eiendom är ett norskt familjeägt fastighetsföretag, som har sina rötter i O. Mustad & Søn AS.
Mustad Eiendom har sina rötter i O. Mustad & Søn, som 1875 expanderade från sin huvudanläggning i Gjøvik, där företaget grundats 1832 som "Brusveen Spiger- og Staaltraadfabrikk". Företagets ägare Hans Mustad köpte ett fabriksområde i Lilleaker i västra Oslo, som tidigare använts av "Nitroglycerin Compagniet", som drabbats av en ödeläggande brand 1874. I Lilleaker uppfördes en rad fabriker för tillverkning av bland annat spikar, hästskosöm, yxor och skruvar (1876), kaminer och annat gjutgods (1889) samt margarin (1889). Företaget hade omkring sekelskiftet 350 anställda i Lilleaker och byggde också bostäder för dessa i området.
År 1967 byggdes en ny fabrik för järnvaror och ett nytt huvudkontor för O. Mustad & Søn i Lilleaker. Tillverkningen av järnvaror där  fortsatte till 1988. Företagets livsmedelsproduktion flyttade ut efter försäljning 1995. 
Från 1980-talet frigjorde O. Mustad & Søn betydande industrilokaler genom nedläggningen av produktionen. Företaget Mustad Eiendom bildades 1986 och omvandlade därefter delar av fabriksområdet till det stora köpcentret CC Vest. Det invigdes 1989 och utvidgades därefter i etapper under 1900- och 2000-talen.
På 1980-talet omvandlades O. Mustad & Søn till en koncern med dotterbolag för tre grenar:  På 1990-talet delades ägandet i dessa tre delar, med olika delar av familjen Mustad som ägare för varsin gren. 
Mustad Eiendom har sitt huvudkontor i "Tullins bygning" från 1750, som är en bevarad del av det av Christian Braunmann Tullin drivna "Faabro Spiger Fabrique" vid Fåbrofossen, som drevs fram till 1830.